# Папа Јован XIX
Папа Јован XIX (лат. Ioannes XIX; Рим - Рим, октобар 1032) је био 144. папа од 19. априла 1024. до 9. октобра 1032.